# Elias Camsek Chin
Elias Camsek Chin (Peleliu, 10 ottobre 1949) è un politico palauano.
Dal 1º gennaio 2005 al 15 gennaio 2009 ha ricoperto la carica di vicepresidente del Paese, dopo aver sconfitto alle elezioni per la carica di vicepresidente del 2 novembre 2004 Sandra Pierantozzi.